# ADATS
Il Oerlikon ADATS (Air Defense Anti-Tank System) è un sistema missilistico svizzero utilizzabile con missili terra-aria e anticarro a corto raggio. Esso è dotato di missili iperveloci (è stato il primo missile iperveloce in servizio) capaci di arrivare a 10 km di distanza nel ruolo antiaerei e a 6 in quello anticarro, grazie anche ad una testata sia a carica cava che a frammentazione e una guida laser.

## Storia

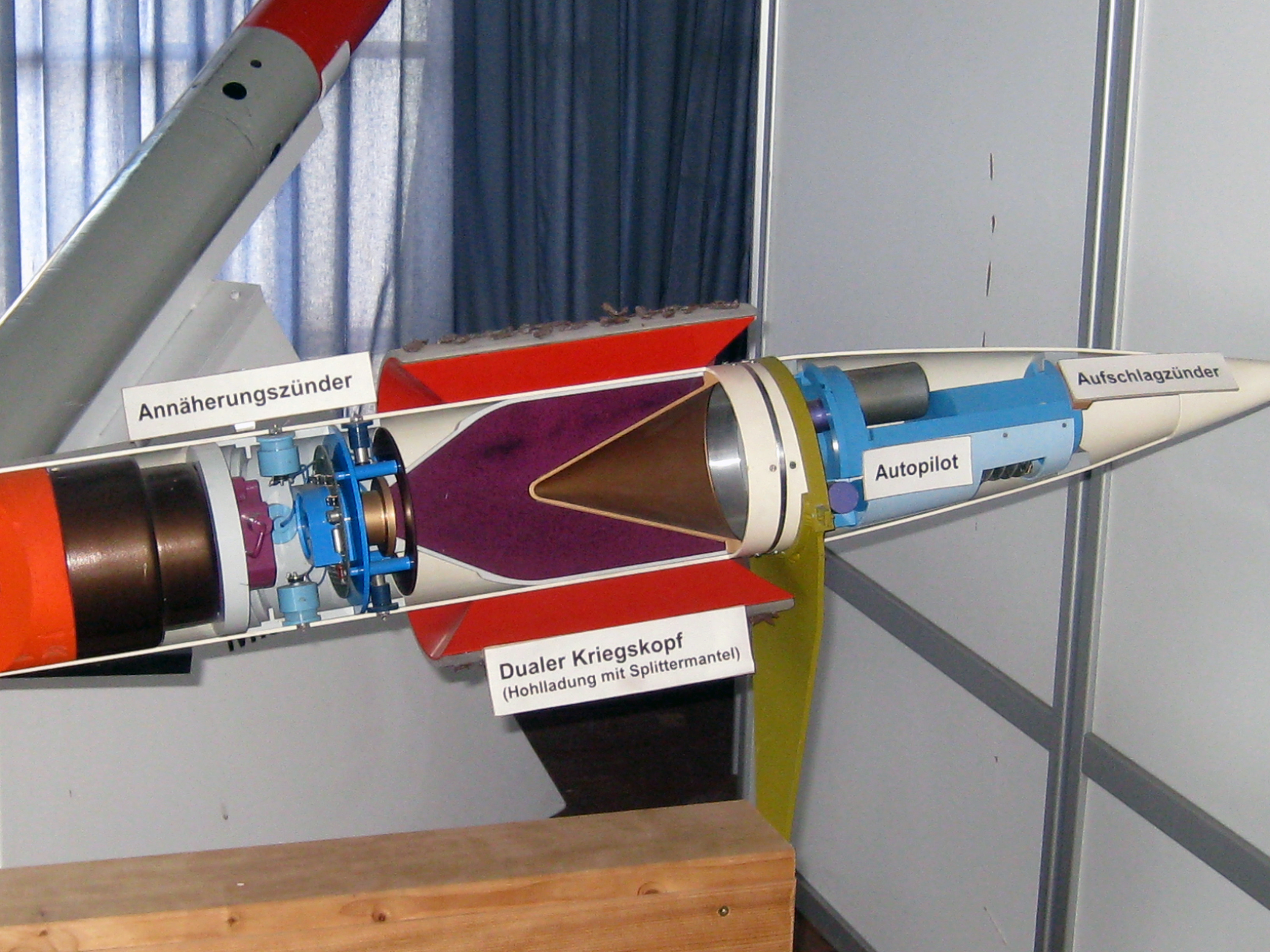
Spaccato di un ADATS

È stato sviluppato tra il 1979 e il 1985, ma con la fine della guerra fredda, ovvero all'inizio degli anni 1990, divenne obsoleto.
Esso venne prescelto dall'United States Army con l'M2 Bradley come chassis, ma la fine della Guerra Fredda portò ad un taglio delle spese militari e la conseguente cancellazione di molti progetti; questo nonostante l'ADATS avesse dimostrato le sue capacità surclassando tutti gli altri sistemi provati e fermando carri M47 Patton ad oltre 6 km. Solo Canada, Thailandia, Emirati Arabi Uniti e Svizzera ne hanno in servizio, per il solo ruolo antiaereo. Evidentemente il missile è stato giudicato troppo costoso sia come arma antiaerea che anticarro. La Oerlikon aveva investito oltre 1 miliardo di franchi svizzeri sul progetto.
Il sistema consiste di un lanciatore quadruplo e può essere montato sullo scafo di un APC M113A2 appositamente modificato. Il missile ADATS (sviluppato dalla Martin Marietta) è un missile supersonico a guida laser con un raggio di 10 km, dotato di sensore elettro-ottico con schermo TV e di sistema FLIR (Forward Looking Infrared); il veicolo è dotato di un suo radar dal raggio di 25 km ed oltre.

## Stati con il sistema ADATS in utilizzo
- 36 sistemi
- 2 sistemi
- 15 sistemi